# Armistizio di Villa Giusti
L'armistizio di Villa Giusti venne firmato il 3 novembre 1918 nella villa del conte Vettor Giusti del Giardino, a Padova, fra l'Impero austro-ungarico e l'Italia. Entrò in vigore a partire dal giorno dopo, il 4 novembre 1918.

## Premesse
Nel 1918 l'esercito austro-ungarico pianificò una massiccia offensiva sul fronte italiano per l'inizio dell'estate, in giugno.
L'attacco, poi definito "battaglia del Solstizio", fu respinto dal Regio Esercito italiano, che resistette sul fiume Piave. L'offensiva avrebbe costituito l'ultima possibilità austriaca per modificare il corso della guerra: in caso di sfondamento, l'esercito austriaco avrebbe avuto accesso alla Pianura Padana.
In seguito al fallimento dell'attacco, le forze dell'Impero austro-ungarico erano talmente logorate da non riuscire a resistere alla controffensiva italiana, iniziata il 24 ottobre con la Battaglia di Vittorio Veneto.
Dopo tre giorni di combattimento, le sorti del contrattacco italiano non erano definite, né sul monte Grappa né sul Piave, dove la testa di ponte prevista non era sufficientemente salda. Infatti, Nitti (in quel momento ministro del Tesoro) scrisse a Orlando (presidente del Consiglio dei ministri): «Siamo battuti, l'offensiva è infranta, si profila un disastro e tu ne sei il responsabile». Tuttavia, l'ordine di contrattacco austriaco non fu attuato per il rifiuto dei reggimenti cechi, polacchi e ungheresi a parteciparvi; molte unità gettarono le armi "in una sorta di Caporetto alla rovescia".
Il generale Caviglia allora ordinò l'avanzata e l'VIII armata italiana passò il Piave a Susegana. La cavalleria fu lanciata all'inseguimento degli austro-ungarici in rotta, che terminò a Vittorio Veneto, raggiunta la sera del 28 ottobre.
Le conseguenze di questo sfondamento portarono la VI armata austriaca ad abbandonare il monte Grappa e a unirsi alla fuga generale.
Il 28 ottobre stesso, si riunì per la prima volta a Trento la commissione d'armistizio austro-ungarica, sotto la direzione del generale Viktor Weber Edler von Webenau.
Il generale barone Arthur Arz von Straussenburg aveva informato il feldmaresciallo Paul von Hindenburg ed era stato esortato a mandare una delegazione di ufficiali tedeschi.
Il capitano austro-ungarico Camillo Ruggera, appartenente alla commissione, la mattina del 29 ottobre si presentò presso Serravalle, situata fra Rovereto e Ala, davanti alle linee italiane e venne accolto da raffiche di mitragliatrice. Dopo essere stato identificato e chiarita la sua posizione, raggiunse il comando di divisione italiano, ad Abano.
Nella stessa giornata l'Imperatore Carlo I, avendo ormai deciso di ottenere al più presto un armistizio dato il disfacimento dell'esercito imperiale, telegrafò al Kaiser Tedesco informandolo che, in caso di fine delle ostilità, si sarebbe comunque opposto con truppe austro-tedesche all'avanzata degli Italiani e dei loro alleati se, dal Tirolo, la Baviera fosse stata minacciata.
I ringraziamenti furono spediti da Potsdam, ma non erano ancora giunti quando il comando austriaco dovette comunicare ai tedeschi che le proprie truppe erano nell'impossibilità di combattere.
Nella prima serata del 30 ottobre il generale Viktor Weber Edler von Webenau poté superare le linee italiane. Dopo lunghe soste ai vari sottocomandi,  i membri della commissione furono portati a bordo di auto coperte prima a Verona, poi a Padova, e da qui, alle 18 circa del 31 ottobre, raggiunsero la villa del conte Vettor Giusti del Giardino, nella frazione Mandria, in direzione di Abano Terme. La villa era stata residenza del Re Vittorio Emanuele III dal novembre 1917 al febbraio 1918, e in seguito era rimasta a disposizione del comando del Regio Esercito. Qui alle 15:20 del 3 novembre venne infine firmato l'armistizio.
Le condizioni generali dell'armistizio prevedevano che all'Italia venissero consegnati tutti i territori austriaci previsti dal patto di Londra, ma la trattativa era subordinata a quella che si sarebbe tenuta in seguito al Trattato di Versailles.
L'unico punto in discussione era pertanto la data di cessazione delle ostilità: l'Italia non aveva interesse a far entrare in vigore l'armistizio, prima di aver occupato militarmente tutti i territori previsti dal trattato.

## 1º novembre 1918
Gli incontri e le trattative si tennero a villa Giusti dalle ore 9:00 del 1º novembre fino alle 3:00 del mattino del 3 novembre.
Al generale Pietro Badoglio, Sottocapo dello Stato Maggiore e presidente della commissione italiana per l'armistizio, venne comunicata la proposta austroungarica, articolata in sette punti.
Il consiglio di guerra di Versailles eseguì la stesura dei documenti italiani per l'armistizio.
Le richieste italiane prevedevano che:
- gli austroungarici avrebbero dovuto ridurre l'esercito a venti divisioni e demolire la metà dei pezzi di artiglieria;
- tutti i prigionieri di guerra dovevano essere rimpatriati, senza contropartita alleata;
- tutte le truppe tedesche e i loro ufficiali dovevano essere allontanati;
-  altre garanzie per impedire la prosecuzione della guerra dovevano essere fornite.
Si tracciò una linea di demarcazione in Tirolo e in Carnia, per adeguare i confini internazionali alla conformazione fisica del territorio. Gli austriaci lasciarono le aree fino al passo del Brennero, alla Val Pusteria, a Dobbiaco e a Tarvisio.
Alcuni problemi sorsero per storiche questioni di confine fra italiani e slavi. Gli italiani avrebbero voluto occupare quanto loro assegnato dal Trattato di Londra dell'aprile 1915, e cioè i territori a sud dell'arco alpino (Tirolo meridionale e Venezia Giulia) e la Dalmazia del Nord; tuttavia, in seguito la Dalmazia non fu concessa all'Italia e fu attribuita al nascente Regno dei Serbi, Croati e Sloveni, la futura Jugoslavia.
Nel Sudest dell'Austria-Ungheria la linea di confine provvisoria fu tracciata utilizzando la vecchia linea di confine dell'Impero austro-ungarico. Questa soluzione provvisoria sarebbe stata avallata senza problemi dal maresciallo francese Ferdinand Foch, poiché egli pensava che, in ogni caso, la Germania sarebbe stata ancora abbastanza forte da poter marciare sul territorio austriaco..
Ci fu, effettivamente, l'intento di assecondare i desideri dell'Austria-Ungheria, purché non contraddicessero quelli alleati. Particolarmente dura fu la determinazione delle sorti della flotta, concernente il Regno SHS.
Come contropartita alle richieste, al primo punto l'accordo prevedeva "l'immediata cessazione delle ostilità".
Si concordò che ci sarebbe stato solo un ritiro provvisorio, decisione che non differiva di molto dalla versione definitiva.
Un ufficiale della commissione armistizio, il colonnello Karl Schneller, si recò subito a Trento, dove in tarda serata passò al vaglio le operazioni italiane.

## 2 novembre 1918

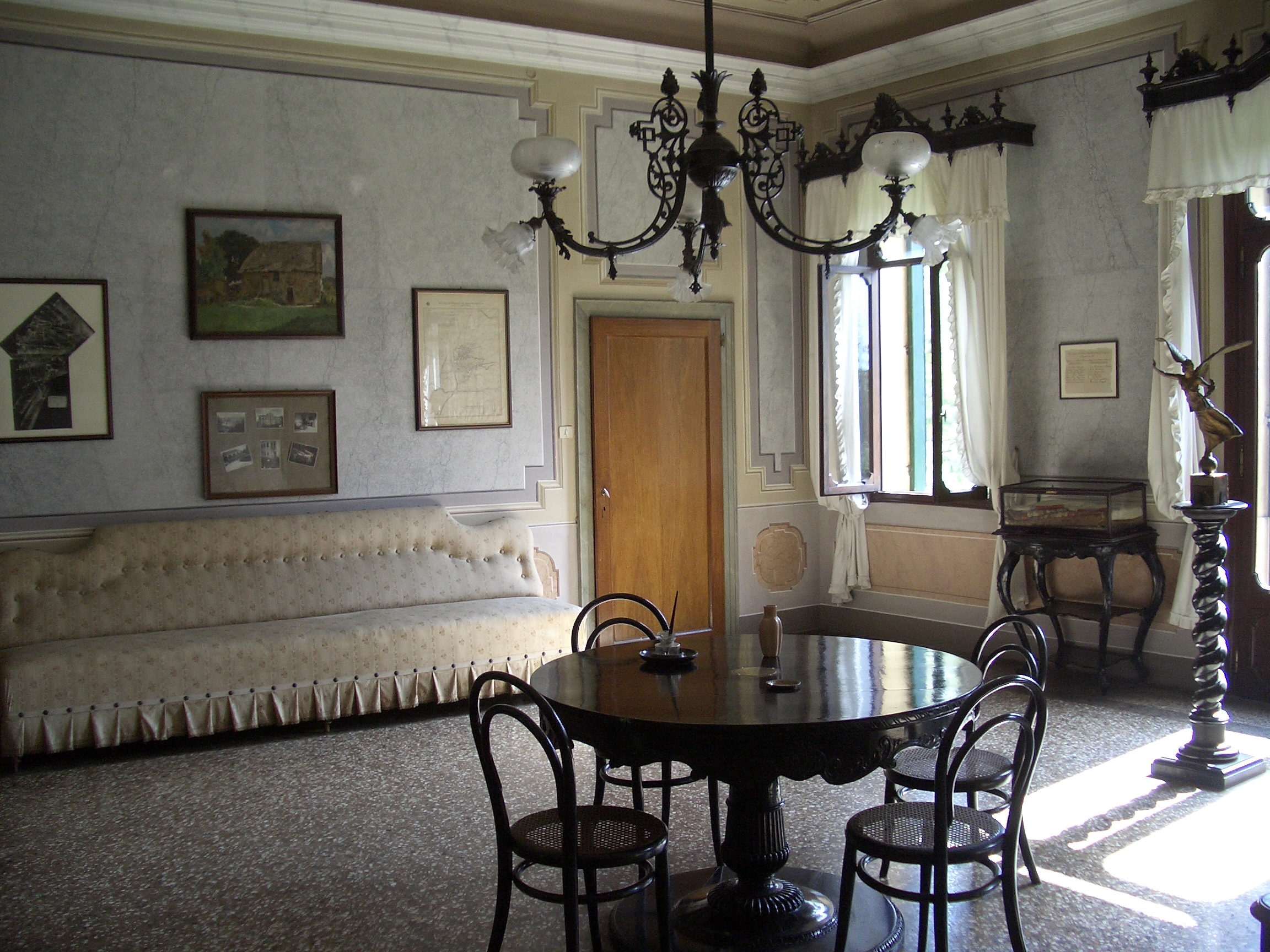
La sala ed il tavolo della firma della resa austriaca, a Villa Giusti

Alle due del pomeriggio, il colonnello Schneller, di stanza a Trento, espresse il parere che era opportuno aderire alle richieste: questa sarebbe stata l'unica salvezza rispetto al caos.
Il Consiglio Nazionale del Tirolo avrebbe deciso in modo simile qualche giorno più tardi, prima di trattare direttamente col comando militare italiano. Non tutti la pensavano come Schneller. L'idea del principe e dell'ammiraglio Miklós Horthy, comandante della Imperiale e regia marina da guerra austroungarica, era invece quella di far fuggire la flotta verso la Spagna, temporeggiando nelle trattative.
Il generale Badoglio non era stato ancora indicato al barone Viktor von Seiller, membro della commissione di armistizio come interlocutore: il comando austriaco non aveva ancora deciso sul termine di come definire le contro-richieste alla proposta nemica, giunta attraverso il comando generale italiano.
Tuttavia Badoglio si dimostrò pronto, pur senza passare attraverso la catena di comando, quando il generale Viktor Weber von Webenau proclamò il cessate il fuoco.
Il comando italiano sapeva, poche ore dopo l'ultimatum, che la fine delle ostilità sarebbe dovuta incominciare alla mezzanotte tra il 3 e il 4 novembre, altrimenti la guerra sarebbe proseguita.
La situazione cambiò nel momento in cui l'Ungheria decise di abbandonare l'Impero: Il conte Mihály Károlyi fu nominato primo ministro della nuova Ungheria indipendente da re Carlo IV d'Ungheria, e così il paese uscì dal conflitto.
Il disarmo delle truppe ungheresi non ostacolò la decisione dell'Ungheria e il piano del conte Mihály Károlyi, fu appoggiato pienamente dal nuovo ministro della guerra Béla Linder.
Egli era stato coinvolto nell'azione di Károlyi e aveva ordinato a tutti i settori militari che "non si vedesse nemmeno un soldato!" Già il 1º novembre 1918 Linder aveva dato ordine a tutti i posti di comando dei due fronti principali e del fronte ucraino, con effetto immediato, che i soldati ungheresi consegnassero le armi.
L'ordine di Linder sarebbe giunto al fronte sudoccidentale attraverso il comando generale del Baden.
Il generale von Straussenburg, che si trovava presso l'imperatore austro-ungarico al Palazzo di Schönbrunn, apprese dell'ordine impartito alle truppe ungheresi solo la mattina del 2 novembre.
La faccenda fu chiarita a mezzogiorno, con una telefonata tra Hughes e il ministro della guerra ungherese, dalla quale si evinceva che le truppe ungheresi dovessero consegnare le armi presso i confini dell'Impero.
A mezzogiorno il generale Arz von Straussenburg diramò l'ordine a tutti i comandi del fronte di non eseguire gli ordini di Linder. A quel punto Linder intralciò telefonicamente il generale, minacciando gli indecisi, pretendendo di parlare con la regina Zita ed atteggiandosi da comandante in capo. Non sarebbe stato comunque necessario darsi tanto da fare, perché il suo ordine avrebbe trovato la via per il fronte senza incontrare alcuna obiezione da parte del comando supremo.
L'imperatore Carlo e i suoi consiglieri conclusero che non c'erano alternative all'accettazione della proposta italiana. Tuttavia, dovevano ancora decidere sulle nazioni che sarebbero nate con l'armistizio: in queste, si sarebbero trovati anche austriaci di lingua tedesca.
Le decisioni furono prese a Schönbrunn in seduta notturna: Viktor Adler sostenne che gli austriaci non avevano cominciato la guerra e, dunque, non era una loro responsabilità finirla; anche l'imperatore declinò ogni responsabilità.
Dietro la riservatezza dei consigli nazionali stavano le relazioni cui si è accennato, i comprensibili sentimenti nazionalistici, e il desiderio di non creare nuove realtà partendo da un successore del vecchio regime. In tale realtà ogni tentativo dell'imperatore di dar voce alle ragioni degli austriaci di lingua tedesca avrebbe avuto scarso effetto.
D'altra parte, i comandanti dell'esercito volevano smuovere lo stallo, accettando le condizioni proposte.
Il colonnello Schneller, che da Trento si era spostato verso i bivacchi dell'esercito, con preoccupazione riportò: "si dovrebbero considerare i fattori più importanti, per esempio, che una massa di centomila armati, che si ritrovi priva di disciplina e di un apparato di giustizia militare, compressa nella valle dell'Adige, potrà costituire serio pericolo".
Il consiglio dei ministri, riunitosi in serata a Schönbrunn, alla presenza dell'Imperatore (composto dal conte Andrássy, dal ministro delle finanze Alexander Freiherr von und zu Spitzmüller-Harmersbach, dai generali Arthur Freiherr Arz von Straussenburg e Rudolf Freiherr Stöger-Steiner von Steinstätten, dal primo ministro della Cisleitania Heinrich Lammasch e dal generale Alfred Freiherr von Zeidler-Sterneck) decise di accettare l'armistizio.
Alle 22:00, Arz von Straussenburg poté dare l'ordine di eseguire le istruzioni di Linder, cioè la riconsegna delle armi.
Si dice che il generale Arz von Straussenburg avesse subito impartito le direttive richieste e che avesse lasciato detto quanto segue al suo rappresentante Alfred Freiherr von Waldstätten: "Waldstätten, riferisca, l'armistizio è ratificato, tutte le operazioni d'aria, mare e terra sono da sospendersi immediatamente".

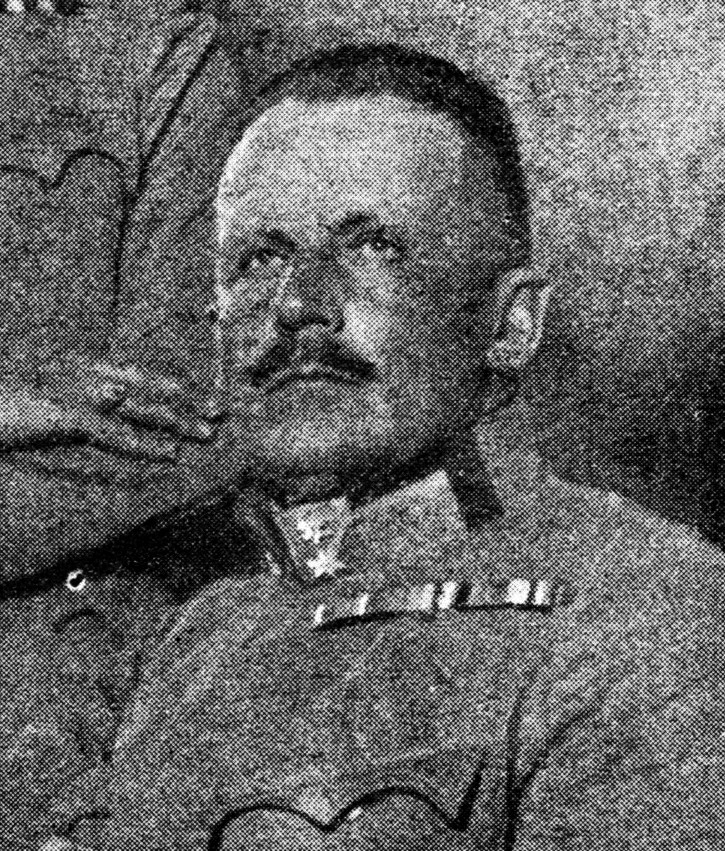
Viktor von Webenau

Alla protesta di Spitzmüller in merito al cessate il fuoco, intervenne il vicino Andrássy: "Lasci perdere, non serve a nulla! Vuole che continui in eterno questo massacro?".
Il generale Arthur Arz von Straussenburg spiegò che gli ordini che aveva impartito per conto di von Webenau, che non includevano ancora un cessate il fuoco e che vennero presentati al Parlamento di Vienna con l'aiuto del primo ministro Lammasch e per volere dell'imperatore, erano tali per avere nuovamente l'approvazione da parte del Reichsrat.
Arthur Arz von Straussenburg fece quindi chiamare Waldstätten in parlamento ed incluse le direttive del generale von Webenau :"Le truppe austro-ungariche devono includere tra i loro ordini, l'immediata cessazione di tutte le ostilità".
Arthur Arz von Straussenburg aveva impartito l'ordine in modo che Waldstätten, via Zeidler-Sterneck, dovesse richiedere l'autorizzazione dell'imperatore.
"Waldstätten era dell'opinione" annotò Arz von Straussenburg nei suoi appunti, "che sulla base degli ordini diramati da von Webenau, la notizia dell'armistizio non sarebbe giunta al fronte così velocemente. Gli sembrava, che sotto l'immediato influsso di tutti gli ordini giacenti, l'immediata cessazione delle ostilità delle istruzioni di von Webenau non sarebbe stata considerata, almeno non immediatamente."
Il capo di stato maggiore e il primo ministro parlarono con i socialdemocratici Karl Seitz e Otto Bauer i quali, pur non avendo chiara la situazione, presero in qualche modo posizione.
Le rimanenti decisioni di accettare le condizioni dell'armistizio furono prese dal consiglio di stato con semplice presa d'atto. Intanto il responsabile generale Baden aveva incaricato il colonnello Schneller di tornare a Padova e gli aveva anche lasciato la direzione dell'esercito: in questo modo le ostilità venivano subito interrotte su tutto il fronte. Alla stessa ora, anche l'imperatore concordava su tali conclusioni.
Quando Arthur Arz von Straussenburg  notificò il nuovo fallimento della sua missione con gli austro-tedeschi, l'imperatore tentò di revocare l'ordine di cessate il fuoco.
Si giunse al punto che Schneller venne informato, prima dell'attraversamento della linea del fronte, della diramazione del contrordine. L'ordine era stato diramato e certamente sarebbe stato di dominio pubblico entro le dodici ore seguenti. L'imperatore nominò infine come suo rappresentante Arz von Straussenburg, al quale succedette il Feldmaresciallo Hermann Baron Köveß von Köveßháza alla guida dell'esercito.

## 3 novembre 1918

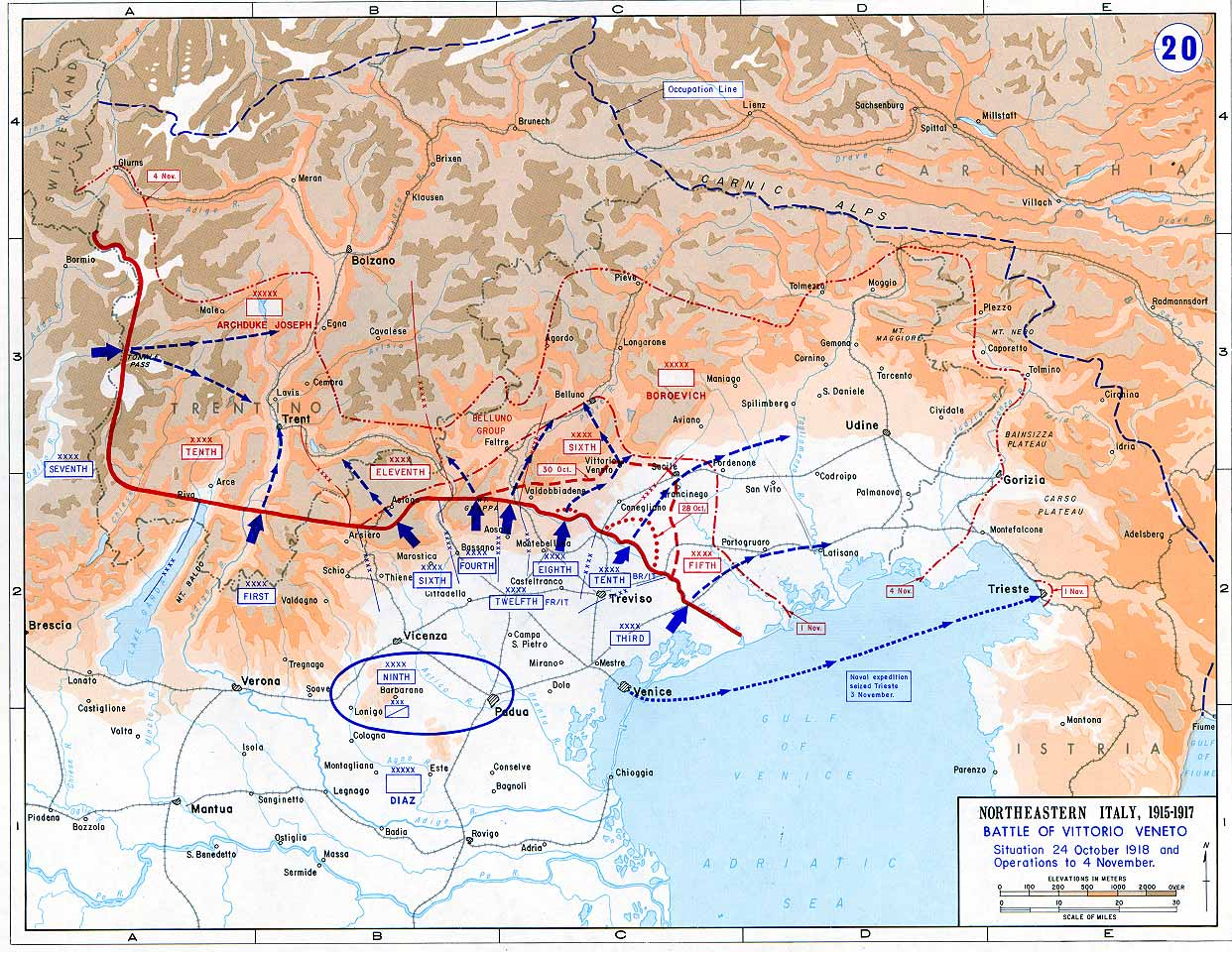
Operazioni della battaglia di Vittorio Veneto

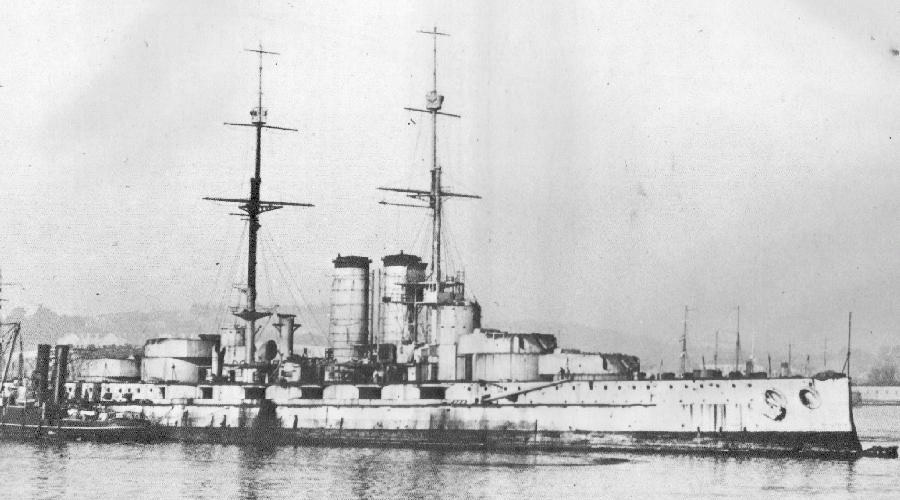
La SMS Prinz Eugen prima di essere affondata come bersaglio dai francesi

Il mattino del 3 novembre le truppe italiane dilagavano oltre le linee austriache mentre la delegazione austro-ungarica ancora trattava con la delegazione italiana a Villa Giusti dove il comando italiano si sarebbe più tardi accordato con Webenau per l'interruzione delle ostilità 24 ore dopo la firma del trattato. L'armistizio fu infine firmato alle 15:20, con la clausola che sarebbe entrato in vigore 24 ore dopo, alle 15:00. Solo dopo la firma il generale Weber informò che alle truppe imperiali era stato dato l'ordine di cessare i combattimenti. Chiese pertanto l'immediata cessazione delle ostilità, ma il generale Badoglio rifiutò in modo netto e minacciò di proseguire le ostilità. Fu così che le armi cominciarono a tacere il giorno 4 di novembre, verso le 4 del pomeriggio.
L'armistizio fu quindi effettivo solamente 36 ore dopo che il comando austro-ungarico aveva dato unilateralmente l'ordine di cessazione delle ostilità alle sue truppe, che peraltro non avevano alcuna intenzione di condurre operazioni di combattimento. Questo diede successivamente adito a svariate polemiche, in quanto l'esercito italiano fu accusato di aver ottenuto una vittoria "contro un esercito che non combatteva"; d'altra parte l'esercito imperiale aveva già cessato di esistere come forza combattente con il 28 ottobre e con l'inizio della ritirata.
Il bilancio della battaglia per l'esercito austriaco fu dopo i cinque giorni di combattimenti di 30 000 tra morti e feriti, contro 400 000 prigionieri. Il giorno 3 novembre il comando dell'esercito austro-ungarico aveva eseguito gli ordini di Webenau, deponendo le armi. Ci furono proteste da parte austriaca, che sosteneva che ogni soldato austro-ungarico, catturato dagli italiani dopo la mattina del 3 novembre avrebbe dovuto essere restituito alle truppe di appartenenza, ma gli italiani non ritennero rilevante questa protesta, in quanto l'armistizio non era ancora entrato in vigore; pertanto avviarono tutti gli effettivi catturati fino alle ore 15 del 4 novembre ai campi di prigionia.
Una delle armate italiane a effettuare catture consistenti fu quella dell'Isonzo. Alle tre del pomeriggio un centinaio di bersaglieri avevano potuto raggiungere Trieste secondo gli ordini, senza combattere. Poco oltre, verso il confine con la Slovenia, si trovava il grosso delle divisioni del generale Wenzel Freiherr von Wurm, che si stava ritirando dalla Craina dirigendosi verso nord, nord-est ed est. Mentre la colonna dell'esercito austroungarico si ritirava attraverso le montagne, gli italiani ebbero l'occasione di catturare reparti di cavalleria, trasporto truppe e ciclisti: così fu per la 34ª e per la 44ª divisione in Val Canale. Molto spesso gli ufficiali e la truppa non erano informati dai loro comandi della possibilità di un attacco ed erano in tale stato di abbattimento e così sorpresi dagli attacchi nemici, che si lasciavano catturare facilmente, abbandonandosi al loro destino. Il 3 novembre, mentre il tricolore veniva issato sul Castello di San Giusto di Trieste e sul Castello del Buonconsiglio di Trento, le montagne a est e a sudovest di Trento erano ancora in mano austroungarica. Dal Passo del Tonale e dalla Val di Non furono radunate, tra Trento e Bolzano, le truppe austroungariche che erano state catturate mentre si dirigevano a nord.
Un ulteriore escamotage da parte dell'Austria-Ungheria fu la cessione della flotta al nuovo Stato degli Sloveni, dei Croati e dei Serbi, effettuata il 31 ottobre per non doverla consegnare ai vincitori. Il giorno dopo, un attacco attuato dagli incursori Raffaele Rossetti e Raffaele Paolucci della Regia Marina (ignari del cambiamento di bandiera), noto come impresa di Pola, affondò la corazzata SMS Viribus Unitis, ancorata nel porto di Pola insieme con la gemella SMS Tegetthoff, e il vicino piroscafo Wien. Nel dopoguerra alcune fonti austriache non riportarono l'affondamento come una propria sconfitta, in quanto sostennero che le navi "non erano più austroungariche", ma questo fatto è smentito dalle condizioni del trattato di pace che assegnarono le navi superstiti della flotta alle varie potenze vincitrici, le quali le misero in servizio nel caso delle unità leggere o incrociatori (per esempio Italia e Francia con i cacciatorpediniere della classe Tátra) o le avviarono alla demolizione, come nel caso delle corazzate della classe Tegetthoff, la cui capoclasse fu demolita dall'Italia dopo il 1920 e la SMS Prinz Eugen fu affondata come bersaglio dalla flotta francese in Atlantico durante un'esercitazione.

## Conseguenze
Ad armistizio concluso, si ritrovarono prigionieri di guerra in mano italiana 3 comandanti di corpo d'armata, 10 divisioni e 21 brigate. 24 generali e un maggior generale ("Generaloberst" - colonnello generale - è un grado militare tedesco, che non ha corrispettivi in italiano) seguirono il destino delle loro truppe verso la prigionia. Gli italiani fecero prigionieri, complessivamente, 427 000 uomini. Fame, freddo e malattie mieterono migliaia di vittime, che si aggiunsero ai morti durante le operazioni militari. Da parte austro-tedesca, tale fenomeno (la cattura in massa di soldati austroungarici) fu sottoposto all'esame di una commissione, che giunse alla conclusione che non potesse essersi trattato di "grave infrazione agli obblighi di servizio". In particolare fu ascoltata con attenzione dalla commissione la deposizione del generale von Waldstätten.
Nel frattempo, centinaia di migliaia di soldati di quello che era stato l'esercito austroungarico furono trascinati verso sud, mentre altre centinaia di migliaia raggiungevano la madrepatria attraverso il Brennero, la Val Pusteria e il Passo Resia. Le ferrovie erano al completo e per le strade si accalcavano persone e veicoli a loro volta stipati di uomini e materiali. I magazzini furono svuotati dagli stessi austriaci e, quando non era possibile portar via qualcosa, dati alle fiamme. L'esercito si stava dissolvendo e presto cominciò un fiorente commercio dei suoi beni. L'offerta era molto superiore alla domanda e tutto veniva venduto a prezzi stracciati. Migliaia di cavalli furono macellati o lasciati morire, centinaia di auto e autocarri giacevano abbandonati lungo le strade. La "smobilitazione lampo", cui era stata data priorità da parte del sottosegretario di stato austriaco per l'esercito, si tradusse nella perdita di miliardi. Le cose precipitarono ulteriormente: per un paio di giorni, sembrò che l'Austria tedesca dovesse precipitare in un caos sanguinoso.
Una nuova minaccia gravava sull'Austria, quella di trasformarsi in un campo di battaglia. Poco dopo l'armistizio, le truppe di tutte le nazioni dell'Impero si trovarono a passare per la valle dell'Inn e per Salisburgo, incontrando ben presto i battaglioni bavaresi, agli ordini del generale (Generalleutnent) Konrad Krafft von Dellmensingen, rinomato ufficiale degli Alpenkorps, che passavano per il Brennero e per il passo dei Tauri di Radstadt. Nel frattempo, il Consiglio di stato austriaco si trovava in cattive acque; vista la situazione, non era certamente possibile concludere una collaborazione austro-tedesca. Il Consiglio aveva reso noto che, a partire dal 3 novembre, data dell'armistizio, l'Austria tedesca non avrebbe avuto un esercito proprio; le sue truppe erano allo sbando e la componente etnica slavo-magiara si rifiutava di combattere. Conseguentemente, l'Austria non era in grado di intraprendere alcuna iniziativa militare, ma tale chiarimento fu, di fatto, ignorato.

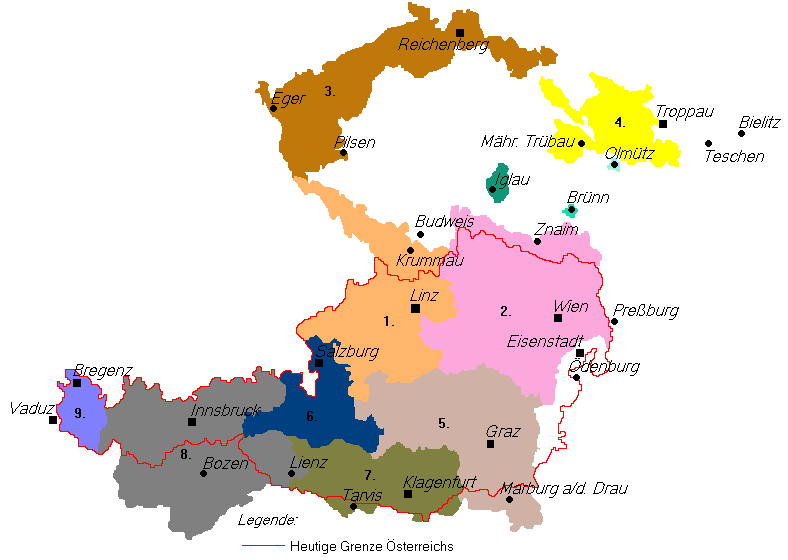
Territori della Repubblica Austro-tedesca (Deutschösterreich) (1918-1919)

Inoltre, anche senza la defezione dei reggimenti slavi e ungheresi, sarebbe stato comunque impossibile per l'Austria continuare la guerra sul proprio territorio o su un territorio straniero. Per questa e non per altre ragioni i consigli nazionali di Salisburgo e Tirolo si opposero al passaggio dei bavaresi. Questa situazione, tuttavia, durò solo due giorni: a Innsbruck le truppe bavaresi, che fino a poco prima erano osteggiate, furono accolte con le coccarde rosse; tanto velocemente quanto erano giunte, comunque, tornarono a Monaco, portate via dalla rivoluzione. A queste seguì presto un distaccamento italiano a rendere sicura la situazione strategica nel Tirolo settentrionale.

### Alto Adige
Degna di nota, certamente, è la condizione del territorio dell'attuale Alto Adige; con l'armistizio del 4 novembre i sudtirolesi, all'epoca circa 250 000 persone, vennero a trovarsi all'interno dei confini d'Italia, costituendo una maggioranza di madrelingua tedesca (all'epoca il 96,6%, oggi il 75% circa della popolazione). La zona era stata promessa all'Italia nell'accordo di Londra del 1915.

### Trentino
Il Trentino abitato da popolazioni a maggioranza italofona (300 000 trentini di madrelingua italiana e 70 000 di madrelingua tedesca) si trovò a essere parte del Regno d'Italia, in base agli Accordi di Londra del 1915. Uno dei firmatari dell'armistizio di Villa Giusti, per parte austro-ungarico, fu il trentino Camillo Ruggera.

### Venezia Giulia
Il Litorale austriaco venne occupato dall'esercito italiano in vista di una sua annessione al Regno d'Italia. Dal punto di vista etnico-linguistico una situazione simile a quella del Tirolo meridionale si ebbe in poche aree della Venezia Giulia interna, dove l'elemento sloveno e croato talvolta costituiva la maggioranza della popolazione, con punte che toccavano il 90-95% in alcune zone rurali vicine al nuovo confine con il neonato Regno dei Serbi, dei Croati e degli Sloveni; sloveni e croati erano invece in netta minoranza nelle zone costiere istriana e triestina e nel basso goriziano (dove tra Gradisca d'Isonzo e Monfalcone, tra Gorizia e Trieste, da Rovigno a Pola e a Zara la popolazione era quasi esclusivamente italiana e venetofona).

## Condizioni dell'armistizio
Verificate dal generale Armando Diaz il 3 novembre 1918, ed entrate in vigore il 4 novembre alle ore 15:00.

### Condizioni a terra
- 1. Immediata interruzione delle ostilità in terra, mare e cielo.
- 2. Smobilitazione totale delle forze austro-ungariche e immediato ritiro di tutte le unità che operano dal Mare del Nord alla Svizzera. Gli austroungarici si impegnano ad avere solo 20 divisioni, armate come in tempo di pace, a salvaguardia dei confini stabiliti al punto 3. La metà delle divisioni e del materiale d'artiglieria che andrà in disarmo dovrà essere immediatamente consegnata alle forze dell'Intesa.
- 3. Evacuazione delle forze austro-ungariche alle zone di competenza prebelliche e ritirata entro i confini stabiliti nel trattato di pace, sotto la supervisione alleata. Dal Piz Umbrail fino a nord del passo dello Stelvio la linea avrebbe seguito le cime delle Alpi Retiche, fino alle sorgenti dell'Adige e dell'Isarco sopra il passo di Resia e i monti del Brennero e sopra le cime dell'Oetz e dello Ziller. La linea avrebbe poi virato a sud e valicato il monti di Dobbiaco, per raggiungere il confine delle Alpi Carniche. Il confine avrebbe proseguito per Tarvisio e avrebbe incontrato le Alpi Giulie i passi del Predil, Mangart, del Tricorno, di Podberdo, di Podlaniscan e di Idria. Da questo punto, la linea di confine si sarebbe diretta verso sud e avrebbe escluso il bacino della Sava con tutti gli affluenti. Dal monte Nevoso la linea avrebbe seguito la costa, in modo che Castua, Mattuglie e Volosca fossero incluse nella zona da evacuare. Venivano incluse la provincia dalmata, al nord Lissarizza e Tribagno mentre al sud la linea racchiudeva punta Planca e verso est il confine seguiva le alture, cosicché tutte le valli e i corsi d'acqua diretti verso Sebenico erano inclusi, come il Cicola, il Cherca, il Bustinizza e i loro affluenti. Ovviamente erano incluse anche le isole del nord e dell'ovest della Dalmazia: Premuda, Selve, Ulbo, Scherda, Maon, Pago e Puntadura al nord, includendo al sud Meleda e Sant'Andrea, Spalmadori, Busi, Lissa, Lesina, Torcola, Curzola, Cazza e Lagosta così come le isole di Pelagosa e relativi scogli, con l'eccezione delle isole di Zirona Grande, Zirona Piccola, Bua, Solta e Brazza. Tutti i territori così evacuati saranno occupati dalle truppe degli Alleati e degli Stati Uniti d’America. Tutto il materiale militare e ferroviario nemico che si trova nei territori da evacuare sarà lasciato sul posto. Consegna agli Alleati ed agli Stati Uniti di tutto questo materiale (approvvigionamenti di carbone e altri compresi), secondo le istruzioni particolari date dai Comandanti supremi sui vari fronti delle forze delle potenze associate. Nessuna nuova distruzione, né saccheggio, né requisizione delle truppe nemiche nei territori da evacuare dall’avversario e da occupare dalle forze delle potenze associate.
- 4. Possibilità per le Armate dell'Intesa di spostarsi liberamente su tutte le rotabili, strade ferrate e vie fluviali dei territori austro-ungarici, che saranno necessarie. Occupazione, in qualunque momento di tutti i punti strategici in Austria-Ungheria ritenuti necessari per rendere possibili le operazioni militari o per mantenere l'ordine. Diritto di requisizione contro pagamento da parte delle Armate dell'Intesa in tutti i territori dove esse si trovino.
- 5. Sgombero completo, nell'arco di 15 giorni, di tutte le truppe germaniche, non solamente dai fronti d'Italia e dei Balcani, ma da tutti i territori austro-ungarici. Internamento di tutte le truppe germaniche che non avranno lasciato il territorio austro-ungarico prima di questo termine.
- 6. I territori austro-ungarici sgombrati saranno provvisoriamente amministrati dalle autorità locali sotto il controllo delle truppe dell'Intesa di occupazione.
- 7. Rimpatrio immediato, senza reciprocità, di tutti i prigionieri di guerra, sudditi alleati internati e popolazione civile fatta sgombrare, secondo le condizioni che fisseranno i Comandanti supremi delle Armate delle Potenze alleate sulle varie fronti.
- 8. I malati e i feriti non trasportabili sarebbero stati curati per cura del personale austro-ungarico che sarà lasciato sul posto con il materiale necessario.[2]

### Condizioni in mare
- 1. Immediata sospensione di tutte le ostilità in mare, immediata dichiarazione di tutti i vascelli presenti e interruzione di tutte le manovre navali.
- 2. Consegna di 15 sommergibili austro-ungarici, costruiti tra il 1910 e il 1918 e di tutti i sommergibili tedeschi. Pronta smobilitazione e disarmo di tutti i rimanenti sommergibili austro-ungarici.
- 3. Consegna di tre corazzate, tre incrociatori leggeri, nove motoscafi antisommergibile, un dragamine, sei battelli da ricognizione modello Donau-Monitoren. Tutte le altre navi da guerra (inclusi i battelli fluviali) dovranno essere smobilitati e disarmati.
- 4. Libertà di navigazione a tutti i battelli alleati, da guerra e no, nel mare Adriatico, comprese acque territoriali e fluviali, Danubio e fiumi interni.
- 5. Ritiro del blocco navale per le forze alleate e associate a esse, per le attuali operazioni.
- 6. Consegna e affidamento di tutte le forze aeree associate alla marina presso porti stabiliti dagli alleati e dai loro associati.
- 7. Evacuazione dell'intera fascia costiera e dei porti commerciali che si trovino fuori dai confini nazionali austro-ungarici.
- 8. Occupazione di tutte le fortificazioni terrestri e marine e delle installazioni militari di Pola e delle isole limitrofe, oltre che dell'arsenale e dei cantieri navali, da parte degli alleati.
- 9. Riconsegna di tutte le navi mercantili confiscate.
- 10. Divieto di distruzione di impianti o di materiali da consegnarsi, restituirsi o da evacuarsi.
- 11. Restituzione, senza reciprocità, di tutti i prigionieri di guerra delle marine da guerra e mercantili dell'Intesa in possesso dell'Austria-Ungheria. I plenipotenziari sottoscritti, regolarmente autorizzati, dichiarano d'approvare le condizioni sopra indicate.[2]

### Firmatari

#### Comando Supremo dell'esercito austroungarico
- Gen. cav. Viktor Weber von Webenau
- Col. Karl Schneller
- Cap. di fregata, principe Johannes von Liechtenstein
- Ten. col. J. V. Nyékhegyi
- Cap. di corvetta cav. Georg Zwjerkowski
- Ten. col. gen. barone Viktor von Seiller
- Cap. di s.m. Kamillo Ruggera[13][14]

#### Comando Supremo dell'Esercito Italiano
- Ten. gen. Pietro Badoglio
- Magg. gen. Scipione Scipioni
- Col. Tullio Marchetti
- Col. Pietro Gazzera
- Col. Pietro Maravigna
- Col. Alberto Pariani
- Cap. vasc. Francesco Accinni[2]